# 14819 Nikolaylaverov
14819 Nikolaylaverov eller 1982 UC11 är en asteroid i huvudbältet som upptäcktes den 25 oktober 1982 av den sovjetisk-ryska astronomen Ljudmila Zjuravljova vid Krims astrofysiska observatorium på Krim. Den är uppkallad efter Nikolay Pavlovich Laverov.
Asteroiden har en diameter på ungefär 3 kilometer.